# Olingen
Olingen (franska) (luxemburgiska: Ouljen lyssna (fil), tyska: Olingen) är en ort i kantonen Grevenmacher i östra Luxemburg. Den ligger i kommunen Betzdorf vid floden Syre, cirka 15,5 kilometer nordost om staden Luxemburg. Orten har 506 invånare (2022).